# Miranda!
Miranda! é uma banda argentina definida por eles mesmos como "electro pop melodramático", formada por volta da metade do ano 2001.  Inicialmente o grupo era um quinteto é liderado por Alejandro Sergi, com vocais e produção, Juliana Gattas também nos vocais, Lolo Fuentes na guitarra e  Nicolás Monoto Grimaldi, nos baixos. O quinto elemento, o produtor  Bruno De Vincenti, deixou o grupo em 2003.

## História

### Formação
O grupo se formou em meados de 2001. Inicialmente a banda tocava em festivais indies e festas eletrônicas. Dos membros, apenas Alejandro trabalhava com música. Na época Juliana era vendedora em uma loja de roupas, Monoto era comissário de bordo nas Aerolíneas Argentinas, e Lolo não trabalhava com música, aprendendo baixo unicamente para tocar no grupo.

### O primeiro trabalho
O primeiro single, "Bailarina", foi lançado em julho de 2001. No álbum de estréia, gravado no estúdio de Alejandro e De Vincente foi editado pela gravadora independente Secsy Discos. O A
Em 2004 o álbum foi lançado no México e no Chile, além de ser reeditado na Argentina

### O sucesso nacional
Depois do sucesso independente e repentino do primeiro álbum, o grupo foi contratado pela Pelo Music que produziu seu segundo disco: "Sin Restricciones". O nome é uma referência aos equipamentos que puderam ser utilizados no novo trabalho, de ponta, em vista do quase artesanal primeiro CD.
No ano de 2005 o grupo caiu de vez nas graças do público com o hit "Yo te diré" que levou ao álbum "Sin restricciones" a vencer o Prêmio Gardel, considerado o Grammy argentino, na categoria Melhor Álbum de Grupo Pop 
O disco foi seguido de um CD+DVD ao vivo "En Vivo Sin Restricciones", com as músicas do álbum e alguns sucessos do primeiro disco, gravados no Teatro Gran Rex, um dos maiores de Buenos Aires.
Em 2006, o grupo lançou "Quereme", un EP de tributo às telenovelas argentinas, na qual interpretavam músicas que fizeram sucesso na TV.

### Carreira internacional
A esta altura o grupo já fazia bastante sucesso na América Latina, êxito que foi ampliado no terceiro disco de estúdio "El Disco de Tu Corazón", lançado em 2007, produzido por Cachorro López, e com a participação da estrela internacional Julieta Venegas na segunda música de trabalho "Perfecta", um dos maiores sucessos do grupo até hoje.
Em 2007 o grupo lançou o CD+DVD "El templo del pop", com seus principais sucessos e todos os seus videoclipes, incluindo uma versão ao vivo de "Hola", canção tema de abertura da novela Lalola, exibida no Brasil pelo SBT.
Em 2009 surge" Es Imposible", quarto álbum de estúdio, que incluia "Apaixonada" uma versão em português da música "Enamorada", segunda música de trabalho do CD cantada totalmente com Juliana.
Em 2011 surge "Magistral", mais recente disco do grupo. Lançam o clipe "Ritmo Y Decepción" com participação da banda brasileira Restart.

## Integrantes
- Alejandro Julián Sergi Galante "Ale": voz, guitarra, programações.
- Juliana Sofía Gattas Grelia "Juli": segunda voz.
- Leandro Martín Fuentes "Lolo": guitarras,segunda voz.
- Nicolás Alfonso Grimaldi "Monoto": baixo.
- Bruno de Vincenti (deixou o grupo em 2003)

Durante os show "Yoku" é o artista convidado nos teclados.

## Discografia

### Es Mentira (2002)
- 1. Bailarina
- 2. Horóscopo
- 3. Romix
- 4. Imán
- 5. Tu Juego
- 6. Agua
- 7. Ven
- 8. Mentira
- 9. Tiempo
- 10. Casualidad

### Sin Restricciones (2004)
- 1. Yo Te Diré
- 2. Don
- 3. Quiero
- 4. Vuelve A Tí
- 5. El Profe
- 6. Otra Vez
- 7. Tu Gurú
- 8. Hoy
- 9. El Agente
- 10. Navidad
- 11. Traición
- 12. Uno Los Dos

### En Vivo Sin Restricciones! (2005)
- 1. Otra Vez
- 2. Tu Gurú + Take On Me
- 3. Yo Te Diré
- 4. Hoy
- 5. Bailarina
- 6. Mentira
- 7. Traición
- 8. Navidad
- 9. Quiero
- 10. El Profe
- 11. Tu Juego
- 12. Don
- 13. Romix
- 14. Casualidad

### Quereme!(2006)
- 1. Quereme...Tengo Frío
- 2. Una Lágrima Sobre El Teléfono
- 3. Esa Extraña Dama
- 4. Medley (Estendida)
- 5. Medley (Radio Edit)

### El Disco De Tu Corazón (2007)
- 1. Prisionero
- 2. Hola
- 3. Perfecta (con Julieta Venegas)
- 4. Enamorada
- 5. Nada Es Igual
- 6. Déjame
- 7. Amanece Junto A Mí
- 8. Hasta Hoy
- 9. Vete De Aquí (con Fangoria)
- 10. No Me Celes
- 11. Te Atreviste Y Me Morí
- 12. Voces

### El Templo Del Pop (2008)
- 1. Perfecta
- 2. Chicas new song
- 3. Enamorada
- 4. Don
- 5. Yo Te Diré
- 6. Traición
- 7. Bailarina
- 8. Prisionero
- 9. Imán
- 10. Hola
- 11. El Profe
- 12. Romix
- 13. Otra Vez
- 14. Mi Propria Vida new song
- 15. Uno Los Dos
- 16. Tu Juego
- 17. Vete De Aquí (con Fangoria)
- 18. Navidad
- 19. Quiéreme... Tengo Frío
- 20. Mirandamix (Miranda! Vs. DJ Deró) Miranda! megamix by DJ Deró

### Es Imposible (2009)
- 1. Mentía
- 2. Lo que siento por ti
- 3. Romance juvenil
- 4. El showcito
- 5. Tu mirada
- 6. Tu misterioso alguien
- 7. Si pudiera volver
- 8. No lo digas
- 9. Entre mis brazos
- 10. Hola probando

### Magistral (2011)
- 1. Dice Lo Que Siente
- 2. Ya Lo Sabia
- 3. A La Distancia
- 4. Ritmo Y Decepcion
- 5. 10 Años Despues
- 6. No Pero No
- 7. Cada Vez Que Decimos Adios
- 8. Una Noche Como Hoy
- 9. Tucan
- 10. Puro Talento

### Safari (2014)
- 1. Fantasmas
- 2. Extraño
- 3. Es por él
- 4. Sólo lo sabe la luna
- 5. Miro la vida pasar (Con Fangoria)
- 6. Sé mia
- 7. Buen Día
- 8. Nadie como Tú
- 9. Fotos
- 10. Para Olvidar Tu amor
- 11. Fantasmas (Acústico)
- 12. Extraño (Acústico)
- 13. Es por él (Acústico)
- 14. Sólo lo sabe la luna (Acústico)
- 15. Miro la vida pasar (Acústico)
- 16. Sé mia (Acústico)
- 17. Buen Día (Acústico)
- 18. Nadie como Tú (Acústico)
- 19. Fotos (Acústico)
- 20. Para Olvidar Tu amor (Acústico)
- 21. Sólo lo sabe la luna (Dub Version)